# Donar Groningen
El Donar Groningen es un equipo de baloncesto neerlandés que compite en la BNXT League, la nueva liga fruto de la fusión de la Dutch Basketball League neerlandesa y la Pro Basketball League belga. Tiene su sede en la ciudad de Groningen. Disputa sus partidos en el Martiniplaza, con capacidad para 4500 espectadores.

## Historia
El club se fundó en 1958 con la denominación GSSV Donar, denominación que se mantuvo hasta 2003. Ese año cambió su nombre por el de MPC Capitals, y posteriormente Hanzevast Capitals. Desde 2009 se le conoce por su actual denominación.
Su primer campeonato de liga lo consiguió en 1982, derrotando en la final al EBBC/Den Bosch por 3-1. No fue hasta 2004 cuando se proclamaron campeones por segunda vez, con la denominación de MPC Capitals, derrotando al Tulip Den Bosh por 4-2. El último título lo logró en 2010, cuando ganaron al West-Brabant Giants por 4-1 en la final.

## Palmarés
- Liga Holandesa
  - Campeón (7): 1982, 2004, 2010, 2014, 2016, 2017, 2018
  - Finalista (5): 1988, 2006, 2011, 2015, 2019

- Copa de los Países Bajos
  - Campeón (6): 2005, 2011, 2014, 2015, 2017, 2018
  - Finalista (3): 1997, 2000, 2007

- Supercopa de baloncesto de Holanda
  - Campeón (3): 2014, 2016, 2018
  - Finalista (3): 2011, 2015, 2017

## Trayectoria

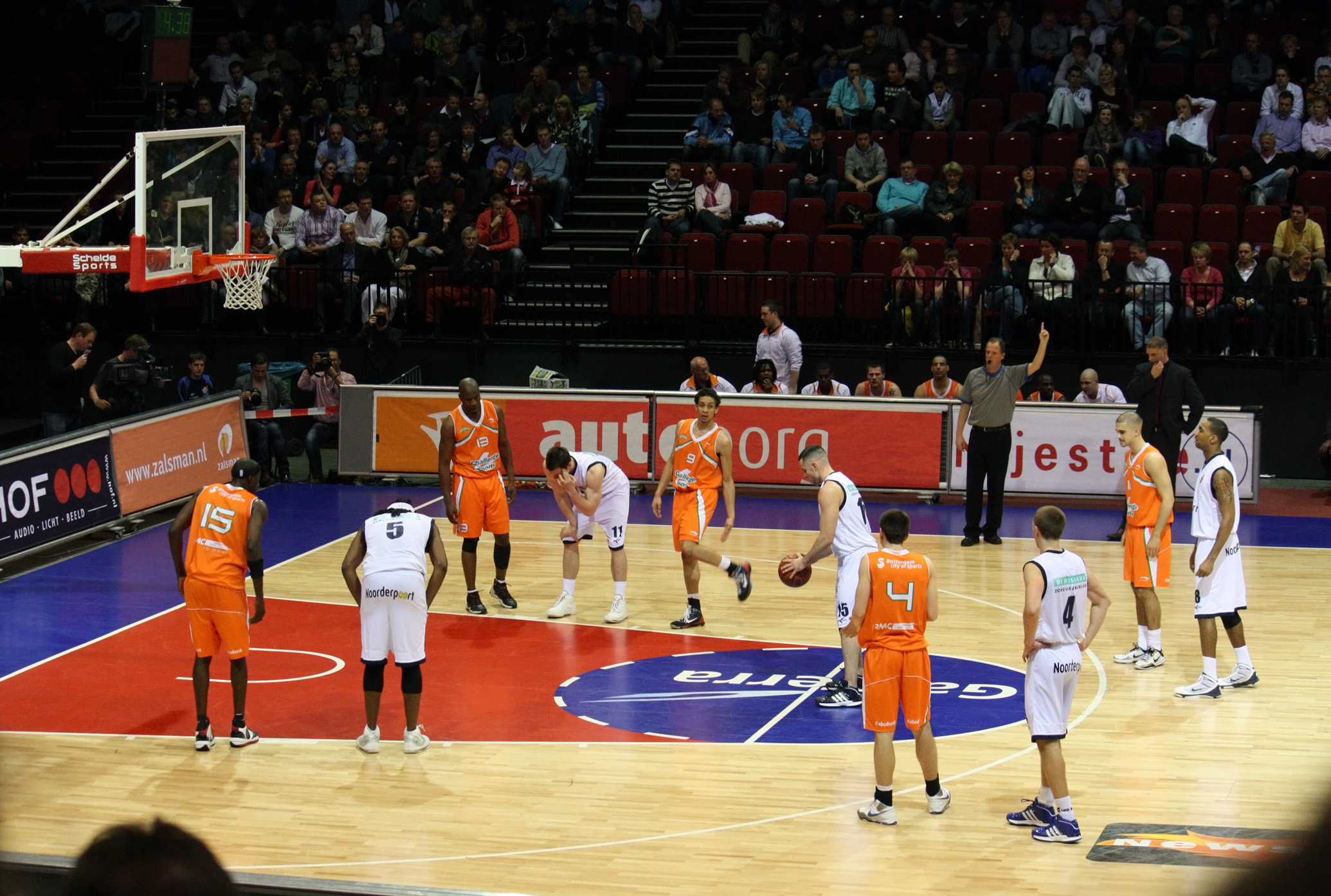
Partido del GasTerra Flames.

| Temporada | Competición doméstica | Competición doméstica | Competición doméstica | Competición doméstica | Copa de Holanda  | Copa de Holanda | Competiciones europeas | Competiciones europeas |
| Temporada | Nivel                 | Liga                  | Pos.                  | Póstemporada          | Copa             | Supercopa       | Liga                   | Resultado              |
| --------- | --------------------- | --------------------- | --------------------- | --------------------- | ---------------- | --------------- | ---------------------- | ---------------------- |
| 2011-12   | 1                     | Eredivisie            | 2                     | Semifinalista         | Cuartos de final |                 | 3 Eurochallenge        | TR                     |
| 2012-13   | 1                     | Eredivisie            | 3                     | Semifinalista         | Cuarta Fase      |                 |                        |                        |
| 2013-14   | 1                     | Eredivisie            | 1                     | Campeón               | Campeón          |                 | 3 Eurochallenge        | TR                     |
| 2014-15   | 1                     | Eredivisie            | 3                     | Finalista             | Campeón          | Campeón         |                        |                        |
| 2015-16   | 1                     | Eredivisie            | 3                     | Campeón               | Octavos de final | Finalista       | 3 Copa de Europa       | TR                     |
| 2016-17   | 1                     | Eredivisie            | 1                     | Campeón               | Campeón          | Campeón         | 4 Copa de Europa       | SF                     |
| 2017-18   | 1                     | Eredivisie            | 1                     | Campeón               |                  |                 | 4 Copa de Europa       |                        |